# Katusha (film)
Katusha (Resurrection) è un film del 1931 prodotto e diretto da Edwin Carewe. È una delle numerose versioni cinematografiche del celebre romanzo Resurrezione di Lev Tolstoj.

## Produzione
Il film fu prodotto dall'Universal Pictures e venne girato dal 24 settembre al 6 novembre 1930.

## Distribuzione
Distribuito dalla Universal Pictures, il film - presentato da Carl Laemmle - uscì nelle sale cinematografiche degli Stati Uniti il 2 febbraio 1931 dopo essere stato presentato in prima a New York il 27 gennaio 1931.